# .sh
.sh este un domeniu de internet de nivel superior, pentru Sfânta Elena (ccTLD).